# Рыков (Самборский район)
Рыков (укр. Риків) — село в Борынской поселковой общине Самборского района Львовской области Украины.
Население по переписи 2001 года составляло 210 человек. Занимает площадь 0,9 км². Почтовый индекс — 82549. Телефонный код — 3269.